# Beurko-Bagatza (Barakaldo)
Beurko-Bagatza est le 4e district de la ville de Barakaldo, dans la Communauté autonome du Pays Basque en Espagne. Il se divise en trois quartiers: Bagatza, Beurko et Santa Teresa.